# 田中護
田中 護（たなか まもる、1965年12月10日 - ）は、日本の俳優。北海道出身。エースエージェント所属。かつては鈴井貴之の主宰する劇団「OOPARTS」及び当時、鈴井が社長を務めていた芸能事務所「CREATIVE OFFICE CUE」に所属していた。身長171cm。体重65kg。血液型はO型。
マッシュルームカットが特徴的な人物である。

## 出演作品

### テレビドラマ
- 相棒
  - 相棒 Season 4（自転車屋の代表）
  - 相棒 Season 8（通行人）
- 赤い奇跡
- アタシんちの男子（付き人）
- 鬼嫁日記
- 安堂ロイド〜A.I. knows LOVE?〜（伍代進一）
- カードGメン・小早川茜8
- 海賊戦隊ゴーカイジャー 第1話・最終回（スナック「サファリ」、「ニューサファリ」のマスター）
- 崖っぷちのエリー〜この世でいちばん大事な「カネ」の話〜
- 彼女が死んじゃった。
- Cafe吉祥寺で
- ガリレオΦ
- 君が想い出になる前に
- 黒い太陽
- 警視庁捜査一課9係 season9スペシャル（谷口）
- 警部補 矢部謙三2（岡間）
- ケータイ刑事 銭形海 2ndシリーズ
- ゲゲゲの女房
- 交渉人〜THE NEGOTIATOR〜
- この世で俺/僕だけ
- 最上の命医
- 捜し屋★諸星光介が走る!6
- JRトラベルナビゲータ
- 守護神・ボディーガード 進藤輝（雑賀和己）
- 情報2002
- 情報2003
- 真実を追う男2
- スマホ・リアル・ストーリー
- 税務調査官・窓際太郎の事件簿20
- 全開ガール（常連客）
- 大地震への挑戦
- 平清盛
- 橘京子の調査報告書
- 多摩南署たたき上げ刑事・近松丙吉11（理髪師）
- 東京全力少女（動物園の係員）
- Dr.DMAT
- 泣かないと決めた日
- ナサケの女〜国税局査察官〜
- ハコイリムスメ!
- はるか17
- POWER GAME〜パワーゲーム〜
- ハンサム★スーツ THE TV
- HERO（駄菓子屋の主人）
- 秘書のカガミ（日下文一朗）
- ビンタ!〜弁護士事務員ミノワが愛で解決します〜（山田）
- ブスの瞳に恋してる
- PRICELESS〜あるわけねぇだろ、んなもん!〜
- マリーゴールド
- 未来講師めぐる
- 遺言 桶川ストーカー殺人事件
- ラストプレゼント 娘と生きる最後の夏
- リセット
- ロト6で3億2千万円当てた男
- ワンダフルライフ

### バラエティ
- さんすう犬ワン
- モザイクな夜V3（おはよう元気くん〈初代〉） - 降板後、2代目を大泉洋が担当した。

### 映画
- 近未来蟹工船 レプリカント・ジョー
- SPACE POLICE
- 卓球温泉
- 人妻たちの性白書 AVに出演した理由
- ベロニカは死ぬことにした
- 三浦あいか 痴漢電車エクスタシー
- ミレニアムZERO
- river（オカマ）

### オリジナルビデオ
- 人妻性白書
- 不倫妻 欲望の代償
- ドライブサーガ 仮面ライダーチェイサー（2016年4月20日）

### 舞台
- さくらノート
- SHABoooN!
- Remember

### CM
- あいおい損害保険
- アディーレ法律事務所
- サッポロビール プレミアムアルコールフリー
- 東京メトロ
- Nissan LEAF × 未来日記
- ハウス食品 ごはんシート
- P&G 置き型ファブリーズ
- UFJ銀行
- 養命酒

### WEB
- 性病先生
- 探偵事務所5